# Indicatorul lui Euler

Primele 100 de valori ale funcției lui Euler

Indicatorul lui Euler sau funcția lui Euler se notează cu φ(n) (unde n este un număr natural nenul) și contorizează numerele întregi pozitive mai mici sau egale cu n și prime cu acesta.
- Exemple: φ(0) = 1 prin convenție; φ(1) = 1 ;φ(2) = 1 ; φ(3) = 2 ; φ(4) = 2 ;φ(5) = 4 ;φ(720) = 192 ; φ(p) = p-1 , dacă p este număr prim.
- Primele 143 de valori ale lui φ(n) sunt:[1]

| +   | 0   | 1   | 2  | 3  | 4  | 5   | 6  | 7   | 8  | 9  | 10 | 11  |
| --- | --- | --- | -- | -- | -- | --- | -- | --- | -- | -- | -- | --- |
| 0   | N/A | 1   | 1  | 2  | 2  | 4   | 2  | 6   | 4  | 6  | 4  | 10  |
| 12  | 4   | 12  | 6  | 8  | 8  | 16  | 6  | 18  | 8  | 12 | 10 | 22  |
| 24  | 8   | 20  | 12 | 18 | 12 | 28  | 8  | 30  | 16 | 20 | 16 | 24  |
| 36  | 12  | 36  | 18 | 24 | 16 | 40  | 12 | 42  | 20 | 24 | 22 | 46  |
| 48  | 16  | 42  | 20 | 32 | 24 | 52  | 18 | 40  | 24 | 36 | 28 | 58  |
| 60  | 16  | 60  | 30 | 36 | 32 | 48  | 20 | 66  | 32 | 44 | 24 | 70  |
| 72  | 24  | 72  | 36 | 40 | 36 | 60  | 24 | 78  | 32 | 54 | 40 | 82  |
| 84  | 24  | 64  | 42 | 56 | 40 | 88  | 24 | 72  | 44 | 60 | 46 | 72  |
| 96  | 32  | 96  | 42 | 60 | 40 | 100 | 32 | 102 | 48 | 48 | 52 | 106 |
| 108 | 36  | 108 | 40 | 72 | 48 | 112 | 36 | 88  | 56 | 72 | 58 | 96  |
| 120 | 32  | 110 | 60 | 80 | 60 | 100 | 36 | 126 | 64 | 84 | 48 | 130 |
| 132 | 40  | 108 | 66 | 72 | 64 | 136 | 44 | 138 | 48 | 92 | 70 | 120 |
- Dacă {\displaystyle n=p_{1}^{k_{1}}\cdots p_{r}^{k_{r}}} este descompunerea în factori primi distincți ai lui n unde {\displaystyle p_{i}} sunt numere prime distincte, este valabilă formula

{\displaystyle \varphi (n)=(p_{1}-1)p_{1}^{k_{1}-1}\cdots (p_{r}-1)p_{r}^{k_{r}-1}}
Aceasta se poate scrie și
{\displaystyle \varphi (n)=n\prod _{p|n}\left(1-{\frac {1}{p}}\right)}
unde produsul se face după numerele prime distincte pr.
Un număr nontotient este un număr întreg pozitiv {\displaystyle n} pentru care ecuația φ(x) = {\displaystyle n} nu are soluții. Primele numere nontotiente sunt: 14, 26, 34, 38, 50, 62, 68, 74, 76, 86, 90, 94, 98... 

## Teorema lui Euler
{\displaystyle a^{\varphi (n)}\equiv 1{\pmod {n}}}, 
unde (a, n) = 1 , φ(n) este indicatorul lui Euler, a este număr întreg și n>1 , natural.
- Dacă n este număr prim se obține mica teoremă a lui Fermat.
- Dacă (a, b) = 1 spunem că a și b sunt prime între ele.